# Bedeviled
Bedeviled es una película estadounidense de terror sobrenatural dirigida, escrita y producida por Abel Vang y Burlee Vang. Es protagonizada por Saxon Sharbino, Mitchell Edwards Victory Van Tuyl, Brandon Soo Hoo, Carson Boatman y Alexis G Zall. La película fue estrenada el 22 de octubre de 2016 en Screamfest LA y fue estrenada en cines limitados y Digital HD el 11 de agosto de 2017.

## Sinopsis
Un grupo de amigos descargan una aplicación para el móvil similar a Siri. Pero lo que parece un inofensivo sistema para obtener direcciones y recomendaciones de restaurantes esconde una siniestra naturaleza. La aplicación no solo es capaz de conocer los miedos más secretos y ocultos de una persona, sino que además es capaz de manifestarlos en el mundo real hasta lograr matar de miedo a los niños.

## Reparto
- Saxon Sharbino como Alice.
- Mitchell Edwards como Cody.
- Brandon Soo Hoo como Dan.
- Victory Van Tuyl como Haley.
- Carson Boatman como Gavin.
- Jordan Essoe como Mr. Bedevil
- Alexis G. Zall como Nikki.
- Robyn Cohen como Madre de Alice.
- Kate Orsini como Madre de Nikki.
- Bonnie Morgan como Abuela.
- Aaron Hendry como Mr. DiFilipo
- Linda Barrett como Señora en el Bus.
- Doug Scarbrough como Hombre Vagabundo.
- Robert John Brewer como Voz del Hombre Vagabundo.
- Shannon Sinclear como Bedeviled Lady.
- Belle Vang como Joven Dan / Joven Haley.
- Carr Carzouapa Lee como Mujer Ahogada.
- Kevin Cheng Vang como Padre de Haley.
- Cole Duran como Voz de Teddy Bear.
- Brett Wagner como Payaso Gordo.
- Camden Toy como Payaso Alto.
- Angelina Armani como Payaso Mujer.
- Michael Shen como Detective.
- Billy Mayo como Policía.
- Matty Finochio como Samuel Price.

## Estreno
La película fue estrenada el 22 de octubre de 2016 en Screamfest LA y fue estrenada en cines limitados y Digital HD el 11 de agosto de 2017.